# Ryohei Nishiwaki
Ryohei Nishiwaki (født 1. august 1979) er en tidligere japansk fodboldspiller.
Han har spillet for flere forskellige klubber i sin karriere, herunder JEF United Ichihara og Montedio Yamagata.